# Daniele Varè
Daniele Varè (geboren 12. Januar 1880 in Rom; gestorben 27. Februar 1956 daselbst) war ein italienischer Diplomat und Schriftsteller in englischer und italienischer Sprache.

## Leben
Daniele Varè war ein Sohn des italienischen Politikers Giovanni Battista Varè und einer Engländerin. Nach dem frühen Tod des Vaters lebte er vier Jahre mit seiner Mutter in England im Kreise ihrer Verwandtschaft, bevor er als Elfjähriger nach Rom zurückkehrte. Varè war in den 1920er- und 1930er-Jahren im diplomatischen Dienst tätig und war von 1927 bis 1931 Gesandter in China, wo er unter anderem einen Handelsvertrag abschloss. Im Alter von 52 Jahren wurde er zusammen mit anderen Kollegen von der Regierung Mussolinis in den Ruhestand entlassen. Er hielt jedoch den Kontakt mit dem Regime, war persönlich eng verbunden mit dem italienischen Außenminister Galeazzo Ciano und reiste viel, um die faschistische italienische Politik zu unterstützen.
Sein Traum war der Erwerb von Kolonien in Afrika für das „italienische Volk ohne Raum“ zur Ansiedlung italienischer Kolonisten, die „die Zivilisation dorthin bringen“ würden. Demgemäß begrüßte und unterstützte er die Eroberung Abessiniens durch Italien. Ebenso begrüßte er die Unterstützung der Faschisten im Spanischen Bürgerkrieg durch Italien als Kampf gegen den Kommunismus.
Sein Interesse für die chinesische Geschichte und Kultur nebst seinen eigenen Erlebnissen und Eindrücken bildeten dann später die Basis zu seinen Werken Der Tempel der kostbaren Weisheit, Der Schneider der himmlischen Hosen und Das Tor der glücklichen Sperlinge. Mit diesen drei Romanen wurde Varè in ganz Europa bekannt. Mit seinen späteren Werken konnte er aber diesen Erfolg nicht mehr wiederholen und ist heute nahezu vergessen. In seinem Erinnerungsbuch Daniele in der Diplomatengrube schilderte Varè Erlebnisse in seiner Jugendzeit bis zum Eintritt in den diplomatischen Dienst. Viele seiner Werke veröffentlichte er in englischer Sprache.

## Werke (Auswahl)
Belletristik
- The Maker of the Heavenly Trousers, 1935
  - Der Schneider himmlischer Hosen. Übersetzung Annie Polzer. Berlin : Zsolnay, 1936
- The Gate of the happy sparrows, 1937
  - Das Tor der glücklichen Sperlinge: Roman in China. Übersetzung Viktor Polzer. Berlin : Zsolnay, 1938
- The temple of costly experience, 1939
  - Der Tempel der kostbaren Weisheit. Roman. Übersetzung Lotte Leber. Berlin : Zsolnay, 1940
- Pietroburgo 1915. 1939
- Il tramonto dei re, 1950
- Il romanzo di un cane, 1951
  - Freund der Tiere. Übersetzung Rudolf Krämer-Badoni. Scheffler Verlag, Frankfurt/M. 1953
- The two impostors.
  - Daniele in der Diplomatengrube. Zsolnay, Wien 1955
- Laughing Diplomat. 1938
  - Der lachende Diplomat. Übersetzung Annie Polzer. Berlin : Zsolnay, 1938
- The doge's ring
  - Der Ring des Dogen. Roman. Desch, München 1957
- Gay melody.
  - Frohe Melodie. Roman. Übersetzung Lotte Leber. Berlin : Zsolnay, 1944
- The ghost of the Spanish Steps.
  - Der Schatten der spanischen Treppe. Römische Erinnerungen. Fischer-Verlag, Frankfurt/M. 1959

Sachbücher
- Storia d'Inghilterra. 1923
- Hewers of wood and drawers od water. On the Italian claim to colonies. Centro Italiano di Studi e Pubblicazioni, Rom 1946.
- The last stronghold of German Nazism. On the South Tirol. Centro Italiano di Studi e Pubblicazioni, Rom 1946.
- East wind on the Adriatic. Centro Italiano di Studi e Pubblicazioni, Rom 1946.
- Italy, Great Britain and the league in the Italo-Ethiopian conflict. Unione Italiana d’America, New York 1935.
- The last of the empresses
  - Die letzte Kaiserin. Vom alten zum neuen China. Übersetzung Annie Polzer. Berlin : Zsolnay, 1936